# Jan (Smirnow, biskup irkucki)
Jan, imię świeckie Jan Smirnow (ur. 17 grudnia?/29 grudnia 1857 w Połym, zm. 3 grudnia 1918 w Irkucku) – rosyjski biskup prawosławny.

## Życiorys
Urodził się w rodzinie ubogiego cerkiewnego psalmisty. W 1880 ukończył seminarium duchowne w Symbirsku, zaś w 1884 uzyskał dyplom kandydata nauk teologicznych w Moskiewskiej Akademii Duchownej. Po ukończeniu studiów został zatrudniony jako wykładowca w seminarium duchownym w Charkowie. Po roku, w 1885, został przeniesiony do szkoły duchownej w Witebsku w charakterze wykładowcy języków cerkiewnosłowiańskiego i rosyjskiego. W kolejnym roku akademickim został wykładowcą seminarium duchownego w Samarze, gdzie wykładał naukę o sektach i staroobrzędowcach. Następnie od 1889 wykładał Pismo Święte w seminarium we Wiatce. Od 1901 był jego inspektorem.
We wczesnej młodości rozważał wstąpienie do monasteru, jednak następnie porzucił ten plan. Wrócił do niego dopiero w 1901, po lekturze Apokalipsy. 26 września 1901 został wyświęcony na hieromnicha. W tym samym roku został przełożonym monasteru św. Włodzimierza w Irkucku oraz kierownikiem seminarium nauczycielskiego w tym samym mieście. 15 sierpnia tego roku otrzymał godność archimandryty.
11 maja 1908 w monasterze Wniebowstąpienia Pańskiego w Irkucku miała miejsce jego chirotonia na biskupa kirieńskiego, wikariusza eparchii irkuckiej. W obrzędzie wzięli udział jako konsekratorzy arcybiskup irkucki Tichon, biskup krasnojarski i jenisejski Eutymiusz oraz biskup zabajkalski Metody. W 1912 został przeniesiony na katedrę zabajkalską i nerczyńską, zaś po czterech latach mianowany arcybiskupem irkuckim i wiercholeńskim. W czasie swojej pracy duszpasterskiej dokonywał objazdów swojej eparchii, odwiedzając miejscowości, których nigdy wcześniej nie wizytowali jego poprzednicy na katedrze. Prowadził ascetyczny tryb życia.
Autor szeregu artykułów z dziedziny historii misji prawosławnej na Syberii, monasterów Irkucka, teologii ascetycznej.
Urząd arcybiskupa irkuckiego sprawował do swojej śmierci w 1918.